# Centre international d'art et du paysage de Vassivière
Le Centre international d'art et du paysage de Vassivière est un centre d'art contemporain de la région Nouvelle-Aquitaine, en France.

## Présentation

### Localisation

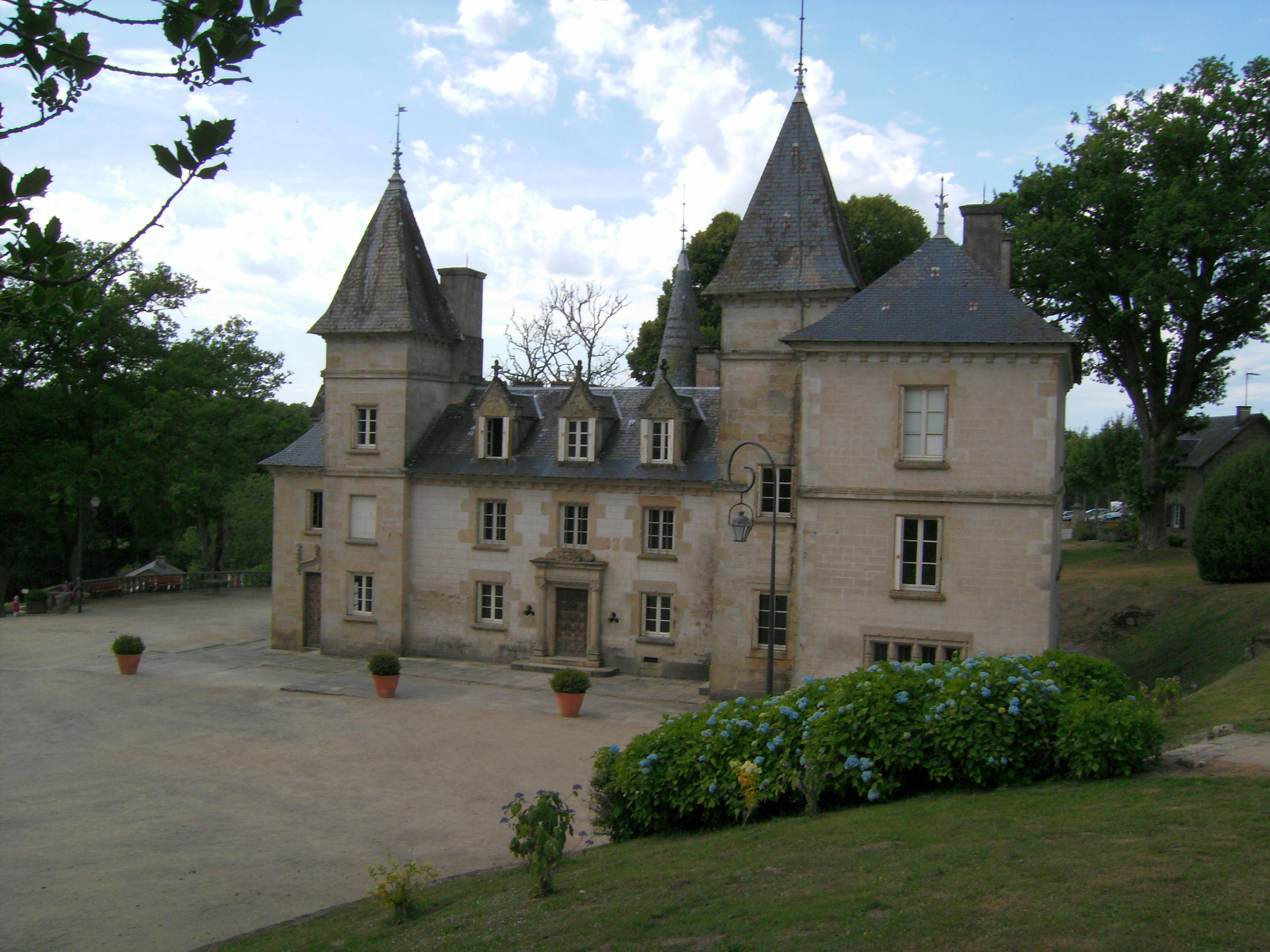
Le château, qui abrite la résidence d'artistes.

Le Centre international d'art et du paysage est situé sur l'île de Vassivière, qui occupe le centre de la partie occidentale du lac de Vassivière, un lac artificiel créé par un barrage sur la Maulde.
S'étendant sur 0,7 km2, l'île est située dans le Limousin à cheval sur les communes de Beaumont-du-Lac (département de la Haute-Vienne) et Royère-de-Vassivière (Creuse). L'accès à l'île est possible grâce à un pont piéton la reliant à la rive sud du lac, près de Beaumont-du-Lac. Paysage pensé et façonné par l’homme, l’île de Vassivière est un territoire de rencontre entre nature et sculpture. Son histoire exceptionnelle confère au site une singularité stimulant l’imaginaire et la créativité.

### Historique

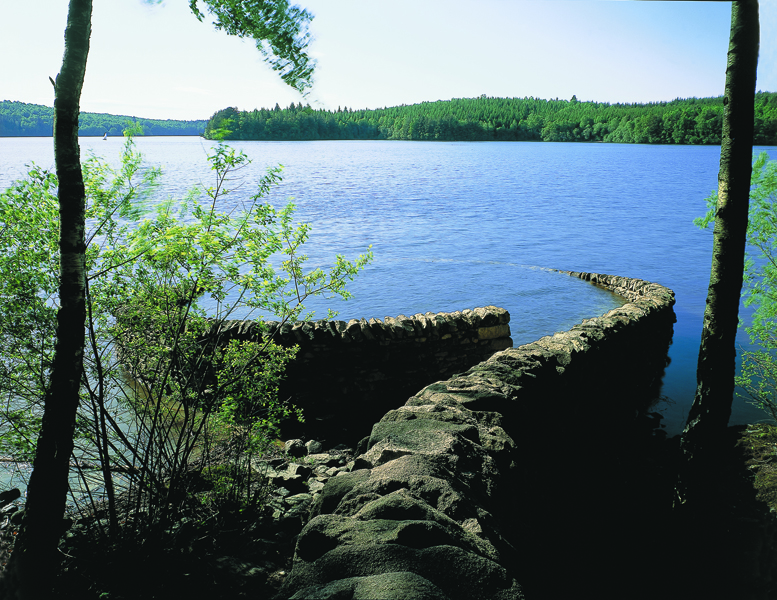
Sculpture d'Andy Goldsworthy dans le parc de sculptures.

Un premier symposium de sculptures est organisé sur l'île en 1983. À partir de 1985, des commandes commencent à constituer un musée de sculpture en plein air. Le centre d'art est implanté en 1989. Ses bâtiments, construits en 1991, sont l'œuvre de l'architecte italien Aldo Rossi, l'architecte Xavier Fabre conduisant l'ensemble des travaux.
L'institution prend le nom de Centre international d'art et du paysage de l'île de Vassivière en 2005. De nombreux artistes y exposent leurs œuvres : Evariste Richer, Adel Abdessemed, Cyprien Gaillard, Huang Yong Ping, Fabrice Hybert, Koo Jeong A, Claude Lévêque, Andy Goldsworthy, Michelangelo Pistoletto, Ian Kiaer, etc.
Par arrêté du ministre de la culture en date du 19 décembre 2018, le label Centre d'art contemporain d'intérêt national lui est attribué.

### Expositions
Espace de réflexion, de création et de diffusion consacré aux interactions entre les arts, l'architecture et l'environnement, le centre est avant tout un lieu de production où se succèdent des expositions temporaires. Trois expositions sont programmées annuellement, prolongées généralement par des projections, des conférences et des débats propices au partage d’expériences.
Le phare du centre d'art, de forme conique, est adjacent à une longue nef qui sert de lieu d'exposition pour des artistes contemporains. Se côtoient des œuvres monumentales ou discrètes, permanentes ou temporaires.

### Bois de sculptures
Le centre d’art accueille, sur l'île, un parc de sculptures contemporaines,. Le Bois de sculptures, composé d'une soixantaine d'œuvres, implantées entre forêt, prairies et bord du lac, reflète les grands mouvements de la sculpture contemporaine :
- Adel Abdessemed, Exil (1996-2002)
- Dominique Bailly, Sans titre (1990)
- Per Barclay, "Révérence" (1995/2023)
- François Bouillon, Solstice d'été (1984)
- Bernard Calet, Sans titre (1990)
- Étienne Chambaud, Modèle pour l'hospitalité i.e. l'exclusion (2010)
- Jean Clareboudt, Passages Fer (1992)
- Gilles Clément, Prairie fleurie (2014)
- Roland Cognet, Moulage (1993-1994)
- Marc Couturier, Nadir (1990)
- Jean-François Demeure, Sans titre (1983)
- Pierre Digan, Le Berger de Saint Genest (1983)
- Gary C. Dwyer, Sans titre (1983)
- Jean Estaque, Sans titre (1985)
- Dominique Ghesquière, Ombres électriques (2011)
- Brad John Goldberg, Sans titre (1983)
- Andy Goldsworthy, Sans titre (1992)
- Henri-Aram Hairabédian, Petit Éclat (1983)
- David Jones, Green Place with Red Ants (1988)
- Anne Marie Jugnet, Erreurs-exact (1994)
- Jacques Julien, Sans titre (1997-2000)
- Ilya Kabakov et Emilia Kabakov, Toilet on the Mountain (2004)
- Alain Kirili, Ariane, Messagère des Dieux (1990-1991)
- Koo Jeong A, OTRO (2008-2012)
- Hervé Le Nost, Île (1994)
- Marc Linder, Sans titre (1983)
- Bernd Lohaus, Essai / Par toi / Traces (1986-1992)
- Victor Man, Untitled (2009)
- Kris Martin (de), Conductor (2006)
- Caroline Monnet, "Heap of Stones" (2022)
- Olivier Mosset, Sans titre (à Paul Cézanne) (2000)
- Liliana Motta, "Dehors" (2017)
- Hans-Walter Müller, Modules gonflables (2007)
- Takera Narita (de), Sans titre (1983)
- David Nash, Charred Wood and Green Moss (1989)
- Marylène Negro, Sport France (1995-1998)
- Frédéric Ollereau, Maison de laine[7] (1997)
- Bernard Pagès, Point de vue (1997)
- Janez Pirnat (sl), Sans titre (1983)
- Michelangelo Pistoletto, Il Segno Arte[7] (1993-1994)
- Alexander Evgenievich Ponomarev (en), SubTiziano (2011)
- Constantin Popovici (ro), Essai (1983)
- Michael Prentice, Sans titre (1983)
- Reto Pulfer, "Antares-Mulde LS (Star-Rise Alignment)" (2017)
- Dominique Rolland, Intervention I (1983)
- Michael Sailstorfer, Sternschnuppe (2009), Waldputz (2000-2004)
- Erik Samakh, Graines de lumière[7] (2003), Les Joueurs de flûtes (2003), Lieu d'écoute (1984), Les Rêves de Tijuca, après la tempête [7] (2003)
- Marco Boggio Sella, Untitled (2003)
- Vladimír Škoda, Sans titre (1996)
- Serge Spitzer (en), Nature morte (2009)
- Veit Stratmann, Sans titre (Pièce pour Hellerau) (1996)
- Dominique Thébault, Sans titre (1985)
- Kimio Tsuchiya, Eternity (1990), Ever (1990)
- Oscar Tuazon, Niki Quester (2009)
- Joëlle Tuerlinckx, "Jet-de-lac ou Rêve de fontaine" (2018)
- Jean-Pierre Uhlen, Steinland (1990)
- Nico Vascellari (en), Forêt sans titre (2010)
- Jean-Luc Vilmouth, Marteau sans maître (1985)

À partir de 2015, le CIAP, l'association des amis du CIAP et la Fondation du patrimoine s'associent dans un grand  programme de rénovation du Bois de sculptures.

### Installations saisonnières
- Yona Friedman, La Licorne Eiffel[9] et Balkis[10] (2009)

### Résidences d'artiste
En plus des expositions temporaires et du célèbre Bois de sculptures, le CIAP Vassivière a mis en place en 2012 une résidence d'artiste, dans l'ancien Château. Ce programme de recherche et de création  a été imaginé pour favoriser l'inspiration et la conception de projets en amont du temps de production. Artistes et chercheurs sont invités à postuler avec un projet de recherche et de création lié au paysage et/ou à l'histoire du territoire sur lequel est implanté le centre d'art.
Ces résidences sont programmées par saison de quatre mois (16 semaines). Chaque saison accueille simultanément trois résidents qui peuvent collaborer s'ils le souhaitent.
En 2017, Hemali Bhuta réalise sa première exposition personnelle en France.

### Direction
- 1989 - 2000 : Dominique Marchès
- 2001 - 2004 : Guy Tortosa
- 2004 - 2011 : Chiara Parisi[13]
- 2012 - 2021 : Marianne Lanavère
- 2021 - : Alexandra McIntosh